# Rafael Pimentel
Rafael Pimentel (n. Oaxaca de Juárez, Oaxaca, 1855 - f. México, D.F., 31 de julio de 1929). Fue un político y abogado mexicano originario del estado de Oaxaca, que ocupó entre otros cargos los de Gobernador de Chihuahua y de Chiapas durante el régimen de Porfirio Díaz.

## Estudios
Rafael Pimentel fue originario de la ciudad de Oaxaca, donde realizó estudios y se recibió como abogado en el Instituto de Ciencias y Artes del estado, del que también egresaron Benito Juárez, Porfirio Díaz, Emilio Rabasa, Fausto Moguel y Emilio Pimentel; inició sus actividades profesionales como asesor militar en el estado de Guerrero y posteriormente pasó como el mismo cargo a servir al gobierno del estado de Jalisco, donde inició su carrera política al ser electo diputado federal por aquel estado en el año de 1886.

## Gobernador de Chihuahua
Durante su desempeño como diputado acrecentó sus lazos con el presidente Porfirio Díaz y con el Secretario de Fomento, Carlos Pacheco Villalobos, quien en 1884 fue elegido gobernador de Chihuahua; por recomendación directa de Díaz, Pacheco nombró a Rafael Pimentel como oficial mayor de la Secretaría de Gobierno de Chihuahua el 23 de julio de 1887 y posteriormente ascendió a titular de la Secretaría General de Gobierno del estado; su objetivo era el de convertirse en vigilante de la situación política en Chihuahua a nombre de Pacheco, quien no ejerció su gubernatura durante la mayor parte de su periodo por desempeñar la titularidad de la Secretaría de Fomento. Ratificado en la secretaría de Gobierno por el gobernador Lauro Carrillo a partir de 1888, desempeñó la gubernatura de Chihuahua durante cinco licencias concedidas a Carrillo entre los años de 1890 a 1892, fue durante una de éstas licencias de Carrillo en que él ejercía la gubernatura que se dio el alzamiento de los pobladores de Tomochi, en la sierra de Chihuahua, rebelión considerara precursora de la Revolución Mexicana en el año de 1891 y que fue duramente reprimida por el ejército federal, con el saldo de que el pueblo entero fue arrasado y la gran mayoría de sus habitantes muertos; Pimentel mencionó el hecho en la ceremonia de apertura de la XVIII Legislatura del Congreso de Chihuahua en los siguientes términos:

Tengo la pena de poner en vuestro conocimiento que la tranquilidad del estado ha sido ligeramente alterada por un motín ocurrido en el pueblo de Temóchic (sic), motín que no tiene ni puede tener consecuencias políticas y debido única y exclusivamente al fanatismo religioso y ninguna cultura de los habitantes del pequeño pueblo [...] Ya se han dictado las medidas necesarias para el pronto restablecimiento del orden y castigo de los culpables [...] y que son eficazmente secundados por el jefe de la 2ª zona militar.

Sin embargo, a consecuencia de lo anterior y otros problemas políticos, como el continuo enfrentamiento entre los políticos terracistas y porfiristas, el 4 de junio de 1892 Lauro Carrillo renunció definitivamente a la gubernatura de Chihuahua y Pimentel fue designado como sustituto para concluir el periodo al 3 de octubre de dicho año, teniendo verificativo durante su periodo la celebración de elecciones en las que resultó triunfador Miguel Ahumada, a quien le correspondió entregar su cargo. Posteriormente desempeño la intervención de una lotería que funció en Ciudad Juárez y a partir del 31 de diciembre de 1892 hasta el año de 1893 fue magistrado del Supremo Tribunal de Justicia Militar.
En 1896 fue Secretario General de Gobierno de Oaxaca, durante la administración del Gral. Martín González, cargo al que renunció por diferencias con el citado titular del ejecutivo.

## Gobernador de Chiapas
El 12 de octubre de 1899 el Congreso de Chiapas lonombró gobernador de dicho estado a la renuncia del Cnel. Francisco León, siendo además electo para el periodo constitucional del 1 de diciembre de 1899 al 30 de noviembre de 1903 y del 1 de diciembre de 1903 al 30 de noviembre de 1907. Su principal obra en el estado de Chiapas fue la construcción de un puente colgante que comunicó las ciudad de Tuxtla Gutiérrez y Chiapa de Corzo sobre el río Grijalva y que fue inaugurado el 31 de julio de 1908, siendo considerado como la única obra porfirista de importancia en el estado. No llegó a concluir su segundo periodo constitucional pues por diferencias con Porfirio Díaz renunció a la gubernatura el 12 de diciembre de 1905.
Retornó a la ciudad de Oaxaca donde fue elegido diputado al Congreso de Oaxaca y en 1906 fue elegido Senador por el estado de Colima, siendo reelecto en el cargo en 1910 y concluyendo en 1914; durante el gobierno de Francisco I. Madero fue uno de los principales opositores a él, siendo partidario del golpe de Estado de Victoriano Huerta en 1913. En 1914 figuró como senador por Oaxaca en la legislatura integrada por Huerta tras la disolución de la constitucional. Tras el triunfo del constitucionalismo no volvió a figurar en actividades políticas, dedicándose al ejercicio de su profesión hasta su fallecimiento.